# Übermäßiger Quintsextakkord
Der Ausdruck übermäßiger Quintsextakkord bezeichnet einen Akkord, der aus einer übermäßigen Sexte, reinen Quinte und großen Terz (jeweils in beliebiger Oktavlage) über seinem Basston besteht. In der englischsprachigen Musiktheorie wird er seit dem frühen 19. Jahrhundert als German sixth (chord) bezeichnet:
Häufig verwendet wurde der Akkord ab der Mitte des 18. Jahrhunderts. In Musik dieser Zeit ist der Basston des Akkords die 6. Stufe einer Molltonleiter (im obigen Beispiel: as in c-Moll). Die übermäßige Sexte ist ein leiterfremder Ton, der als Leitton zum 5. Ton der Skala dient. Bei einer unmittelbaren Auflösung in den Dreiklang der V. Stufe (Dominante) entstehen sogenannte Mozart-Quinten. Diese werden meist vermieden, indem zunächst ein Vorhaltsquartsextakkord folgt, wie in diesem Beispiel (Ludwig van Beethoven, Variationen in c-Moll WoO 80, Thema):

## Funktionstheoretische Deutung
Sofern er verwendet wird wie oben beschrieben, deutet die Funktionstheorie den Akkord als Umkehrung eines Dominantseptnonakkords mit verschwiegenem Grundton  und tiefalterierter Quinte und mit der Funktion einer Doppeldominante:

## Enharmonische Umdeutung
Die übermäßige Sexte lässt sich enharmonisch zu einer kleinen Septime umdeuten (und umgekehrt). Deshalb kann der übermäßige Quintsextakkord enharmonisch zu einem Dominantseptakkord umgedeutet werden (und umgekehrt):
Diese Umdeutungsmöglichkeit liegt dem Konzept der Tritonussubstitution in der Jazzharmonik zugrunde.

### Beispiel
Franz Schubert: Klaviersonate in a-Moll, D 845 (1825), 1. Satz, T. 18 f.

## Weitere Verwendungsweisen
Der Akkord entsteht ebenfalls, wenn eine Sixte ajoutée, die einem Durdreiklang hinzugefügt ist, hochalteriert wird. Außerdem wird der Akkord im 19. Jahrhundert zunehmend als alterierte Dominante oder Zwischendominante verwendet und löst sich auf diese Weise von seiner ursprünglichen Funktion als Prädominante.